# Milan Adam
Milan Adam (28. května 1928 Pardubice – 22. září 2008) byl český revmatolog a odborník v oboru biochemie pojivových tkání (kolagenu).

## Život
Promoval na lékařské fakultě Univerzity Karlovy v roce 1952. Od roku 1954 působil ve Výzkumném ústavu chorob revmatických v Praze. Zde se kromě své vědecké a lékařské práce zasloužil o rozšíření ústavu do současné podoby. Zabýval se revmatologií, biochemií a biologií pojiv. Jako první na světě popsal vazbu solí zlata na kolagen při artritidě, změnu syntézy chrupavkového kolagenu typu II na typ I a III při patologických změnách v chrupavce, vliv kolagenních peptidů na příznaky osteoartrózy i distribuci kolagenních peptidů do buněk tkání kloubního systému, jejichž přítomnost v cytoplazmě prokázal imunohistochemickou detekcí.
V období 5. 12. 1989 – 29. 6. 1990 působil jako ministr školství, mládeže a tělovýchovy ČSR, resp. Česku. Byl přednostou Revmatologické kliniky IPVZ (Institut postgraduálního vzdělávání ve zdravotnictví). Od roku 1989 byl členem Masarykova demokratického hnutí. V roce 1992 založil spolu se svou dcerou a zetěm firmu specializovanou na vývoj a výrobu přípravků pro výživu a regeneraci kloubů a pohybového aparátu.
Publikoval více než 250 vědeckých prací. Za svůj život obdržel čestná vyznamenání, např.: Státní cenu (1979), Medaili J. E. Purkyně (1984), Čestný doktorát Univerzity v Remeši (1991). Za svůj celoživotní přínos lékařské vědě byl v roce 2003 vyznamenán cenou UNESCO.